# Doros
Doros (altgriechisch Δῶρος Dṓros) gilt als der Stammvater des griechischen Stammes der Dorer.
Vater des Doros war Hellen und seine Mutter die Nymphe Orseis. Seine Geschwister waren Xuthos und Äolos. Xanthippe war die Tochter von Doros und die Gattin von Pleuron. Hellen teilte sein Reich unter seinen Söhnen auf. Doros erhielt einen Teil und nannte seine Untertanen Dorer. Die große griechische Stammesgruppe der Dorer leitet ihren Namen von diesem Stammvater ab.
Die Griechen hielten ihn auch für den Gründer von Dor in Palästina.
Sein Sohn Tektamos führte die Umsiedlung von Aiolern und Pelasgern nach Kreta.